# Синт Гилис
Синт Гилис (на нидерландски: Sint-Gillis; на френски: Saint-Gilles) е селище в Централна Белгия, една от 19-те общини на Столичен регион Брюксел. Населението му е около 44 300 души (2006).

## Известни личности
Родени в Синт Гилис
- Марсел Бродхарс (1924-1976), скулптор
- Шарл Спак (1903-1975), сценарист